# Shenaz Patel
Pour les articles homonymes, voir Patel.
Shenaz Patel est une écrivaine et journaliste mauricienne, née le 29 juillet 1966 à Rose-Hill.
Elle est l'autrice de plusieurs romans tels que Le Portrait Chamarel ou Le Silence des Chagos sur la déportation des Chagossiens hors de l'île de Diego Garcia, à la suite de la transformation de leur île en base militaire américaine. Pour Markus Arnold, « son écriture s’inscrit dans un mouvement de renouvellement postcolonial des lettres indianocéaniques et mauriciennes ».
Elle est engagée à gauche de l'échiquier politique mauricien, d'abord au Mouvement militant mauricien puis auprès de Rezistans ek Alternativ, parti politique d'extrême gauche.
Elle est candidate lors des élections législatives mauriciennes de 2019, mais sa candidature est invalidée par la commission électorale du fait de son inconstitutionnalité.

## Biographie
Shenaz Patel naît le 29 juillet 1966 dans une famille portée sur la littérature. Elle affirme en 2004 que « [son] père allait dans des ventes à l’encan, où d’autres achetaient des meubles ou appareils électroménagers, et en revenait avec de grandes caisses remplies de livres, où [elle allait] fouiller, fascinée par les trésors qu'elle [y pressentait] ».
Elle fait ses études au lycée La Bourdonnais, à Curepipe, lycée réputé pour sa fréquentation par les élites bourgeoises du pays. Par la suite, elle obtient une licence de lettres modernes de l'université de La Réunion en 1986.
En 1985, elle devient journaliste, d'abord en tant que rédactrice-en-chef du Nouveau Militant puis au sein de la rédaction de Week-End. Elle explique à propos de son parcours du journalisme militant au journalisme culturel avoir eu envie de s'éloigner « un peu de la politique pour s'occuper d'un secteur qui [lui] tenait beaucoup à cœur (...), celui des arts et de la culture ». Elle co-fonde en 2000 le magazine Tracés et contribue au quotidien L'Express Maurice.
En 2008, elle devient documentaliste au lycée La Bourdonnais.
Elle est un temps la compagne du poète mauricien Michel Ducasse avec qui elle a une fille, Lisa Ducasse, qui se produit notamment à l'Olympia.

## Engagements
Engagée en politique auprès du Mouvement militant mauricien de Paul Bérenger, elle assure les fonctions de direction de l'organe de propagande du parti à la suite, notamment, de Jean Claude de l'Estrac.
Elle se rapproche par la suite de Rezistans ek Alternativ, parti politique d'extrême gauche représenté par le syndicaliste Ashok Subron. Lors des élections législatives mauriciennes de 2019, elle dit s'opposer au système d'affichage de la catégorie ethnique qui s'inscrit dans la logique consociationaliste mauricienne. Elle remercie Rezistans ek Alternativ « pour cette initiative qui nous offre une façon concrète de signifier le refus de la communalisation à outrance de notre vie politique et sociale ». Elle soutient l'action en justice de la formation qui n'a pas pu se présenter aux élections du fait de son refus d'inscrire son identité ethnique, comme la Constitution de Maurice le prévoit.
Par son œuvre romanesque, elle s'intéresse à l'histoire de la déportation des Chagossiens.
Elle soutient l'officialisation de l'usage du créole mauricien soutenant que « l’écriture en créole est un combat, car le créole est la langue de près de 80% des mauriciens et le paradoxe c’est de recevoir les cours à l’école en anglais ». Une partie de son œuvre est écrite en créole mauricien.
L'Express Maurice qualifie son écriture de « féministe ».

## Distinctions et décorations

### Prix et distinctions
- 2002 : Prix Radio France du Livre de l'Océan Indien pour Le Portrait Chamarel[9].
- 2004 : Prix du Roman francophone pour Sensitive[9].
- 2005 : Prix Beaumarchais des écritures dramatiques de l'océan Indien pour La Phobie du caméléon[9].
- 2006-2007 : Prix Soroptimist de la romancière francophone et Grand Prix littéraire des océans Indien et Pacifique pour Le Silence des Chagos[9].
- 2016 : International Writing Program Resident, université de l'Iowa[16].
- 2018 : Sheila Biddle Ford Foundation Fellow, Hutchins Center for African & African American Research, université Harvard[3].
- 2021 : Prix Saint-Exupéry[17], catégorie Francophonie, pour Rêve d'oiseau, illustré par Emmanuelle Tchoukriel

### Décoration officielle
- 2013 : Chevalier de l'Ordre national des Arts et des Lettres[18].

## Ouvrages

### Romans
- Le Portrait de Chamarel, Saint-Denis de La Réunion, Grand Océan, 2002.
- Sensitive, Paris, Éditions de l'Olivier, Paris, 2003.
- Le Silence des Chagos, Paris, Éditions de l'Olivier, Paris, 2005.
- Paradis Blues, La Roque d'Anthéron, Éditions Vents d'ailleurs, 2014.
- Rêve d'oiseau, illustrations de Emmanuelle Tchoukriel, l’Atelier des Nomades, 2021

### Théâtre
- La Phobie du caméléon, 2005
- Niama, princesse, esclavée, libre, texte et mise en scène de Shenaz Patel, Compagnie Baba Sifon, 2019[19].

### Nouvelles
- 1995 : « À l'encre d'un nom » in Au tour des Femmes.
- 1996 : « Ille était une fois » in Maurice, demain et après.
- 1999 : « Do-do, l'enfant » in Histoires d'enfants.
- 2000 : « Marée noire » in Nocturnes.
- 2011 : « Zistwar mistran » in Nouvelles de l'étrange.
- 2002 : « Nous avons pris des bateaux » et « Anvolé » in Voyages.
- 2004 : « Désir de mer » et « Lamer inn fermé » in En mer.
- 2007 : « Incroyable, dites-vous » et « Si ziraf pa kapav anvalé » in Histoires incroyables.
- 2010 : « Zistwar sosouri » in Zistwar zanimo.
- 2011 : « L'envers du ciel » in De l'autre côté du ciel.

### Traductions encréole mauricien
- Hergé, Les Aventures de Tintin : Le Secret de la Licorne, 2009.
- Hergé, Les Aventures de Tintin : Le Trésor de Rackham le Rouge, 2011.
- Samuel Beckett, En attendant Godot, 2011.

### Collaboration

#### Bande dessinée
- La Toile bleue, avec Joëlle Maestracci (illustrations), 2010.
- Histoire de Maurice tome 1 1598-1767, Premiers pas de la colonisation d'une île-carrefour, avec Jocelyn Chan-Low (auteur) et Laval Ng, Christophe Carmona (illustrations), Strasbourg, Éditions du Signe, 2017.

#### Documentaire
- Diego l'interdite, avec David Constantin, Belle-Étoile, Caméléon Productions, 2002, 52 minutes[2].